# Voo Taquan Air 20
O Voo Taquan Air 20 é um voo regular operado pela Taquan Air da Base de Hidroaviões do Porto de Ketchikan para a Base de Hidroaviões de Metlakatla. Em 20 de maio de 2019, um hidroavião De Havilland Canada DHC-2 Beaver operando o voo capotou no porto de Metlakatla, Alasca, Estados Unidos, durante um pouso na água, destruindo a aeronave e matando as duas pessoas a bordo. A causa do acidente está sob investigação.

## Aeronave
A aeronave do acidente era um hidroavião De Havilland Canada DHC-2 Beaver, prefixo N67667, fabricado em 1959. A aeronave carregava correspondência e carga com destino a Metlakatla, além de passageiros.

## Acidente
Por volta das 15:56 horário local, a aeronave iniciou um pouso no porto de Metlakatla na direção oeste. Duas testemunhas relataram que, conforme a aeronave descia, balançou para a esquerda e depois para a direita. Ao tocar na água, uma testemunha relatou que a boia direita "afundou" na água, e outra relatou que a asa direita atingiu a água. A aeronave inclinou-se e parou invertida com a cabine de passageiros submersa. Voluntários do Corpo de Bombeiros Voluntários de Metlakatla e do Esquadrão de Resgate Voluntário de Ketchikan responderam em barcos de resgate, e o acidente foi relatado à Guarda Costeira dos Estados Unidos às 4:10. Os primeiros socorros conseguiram içar a aeronave parcialmente para fora da água pela empenagem e extrair os ocupantes, assentos de avião, correio e pacotes. A queda arrancou a asa direita e o suporte da asa; esses componentes, junto com o assento do passageiro removido, permaneceram ausentes quando o relatório preliminar do acidente foi emitido. Os voluntários locais posteriormente rebocaram a aeronave atingida para a costa. O tempo no momento do acidente estava claro, com ventos fracos e leve oscilação, e ventos a sudeste de 21-24 km/h.

## Ocupantes
A aeronave transportava um único piloto e um único passageiro, os quais morreram no acidente. As vítimas foram identificadas no dia seguinte. O passageiro era um epidemiologista que se dirigia a uma clínica do Alaska Native Tribal Health Consortium em Metlakatla. O piloto era um contratado sazonal e possuía um certificado de piloto comercial com monomotor terrestre, monomotor marítimo e qualificação por instrumentos. Ele tinha 1.606 horas de tempo total de voo com 5 horas em aviões equipados com flutuador.

## Investigação e consequências
O Conselho Nacional de Segurança nos Transportes (NTSB) iniciou imediatamente uma investigação sobre o acidente. O NTSB também iniciou uma investigação geral separada da Taquan Air, mas a companhia aérea não quis se manifestar.
O acidente ocorreu uma semana após a colisão aérea de George Inlet, outro acidente aéreo com múltiplas fatalidades envolvendo um voo da Taquan Air, e a companhia aérea suspendeu todos os voos no dia seguinte. Em meio ao aumento da supervisão da Administração Federal de Aviação (FAA), a Taquan Air retomou o serviço de carga limitada em 23 de maio, voos regulares de passageiros em 31 de maio e passeios turísticos sob demanda em 3 de junho.